# Ashtaangam
Ashtaangam är ett släkte av svampar. Ashtaangam ingår i divisionen sporsäcksvampar och riket svampar.